# ادوین بوث
ادوین توماس بوث (انگلیسی: Edwin Thomas Booth؛ ۱۳ نوامبر ۱۸۳۳ – ۷ ژوئن ۱۸۹۳) ملقب به "استاد"، یک بازیگر مشهور تئاتر قرن نوزدهم اهل ایالات متحده آمریکا بود.
او در سرتاسر آمریکا و اروپا، نمایشنامه‌های شکسپیر را به روی صحنه برد و بنیانگذارِ «سالن نمایش بوث» در نیویورک بود که در زمان خود، سالنی مدرن و مجهز به شمار می‌رفت.
برخی مورخان تئاتر، وی را بزرگترین بازیگر تاریخ آمریکا و بزرگترین هملت قرن نوزدهم می‌دانند. با این حال، شهرت و موفقیت او، تحت‌الشعاع روابطش با برادر خود «جان ویلکس بوث» قرار گرفت که در سال ۱۸۶۵، «آبراهام لینکلن» را در «سالن تئاتر فورد» ترور کرد.

## نگارخانه

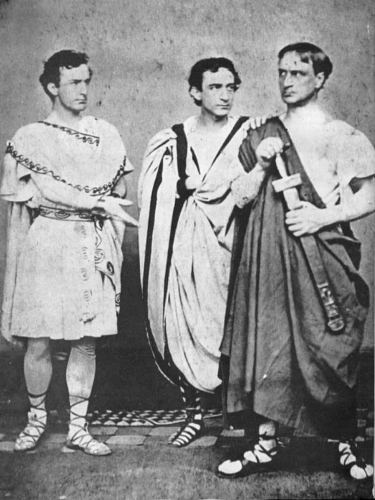
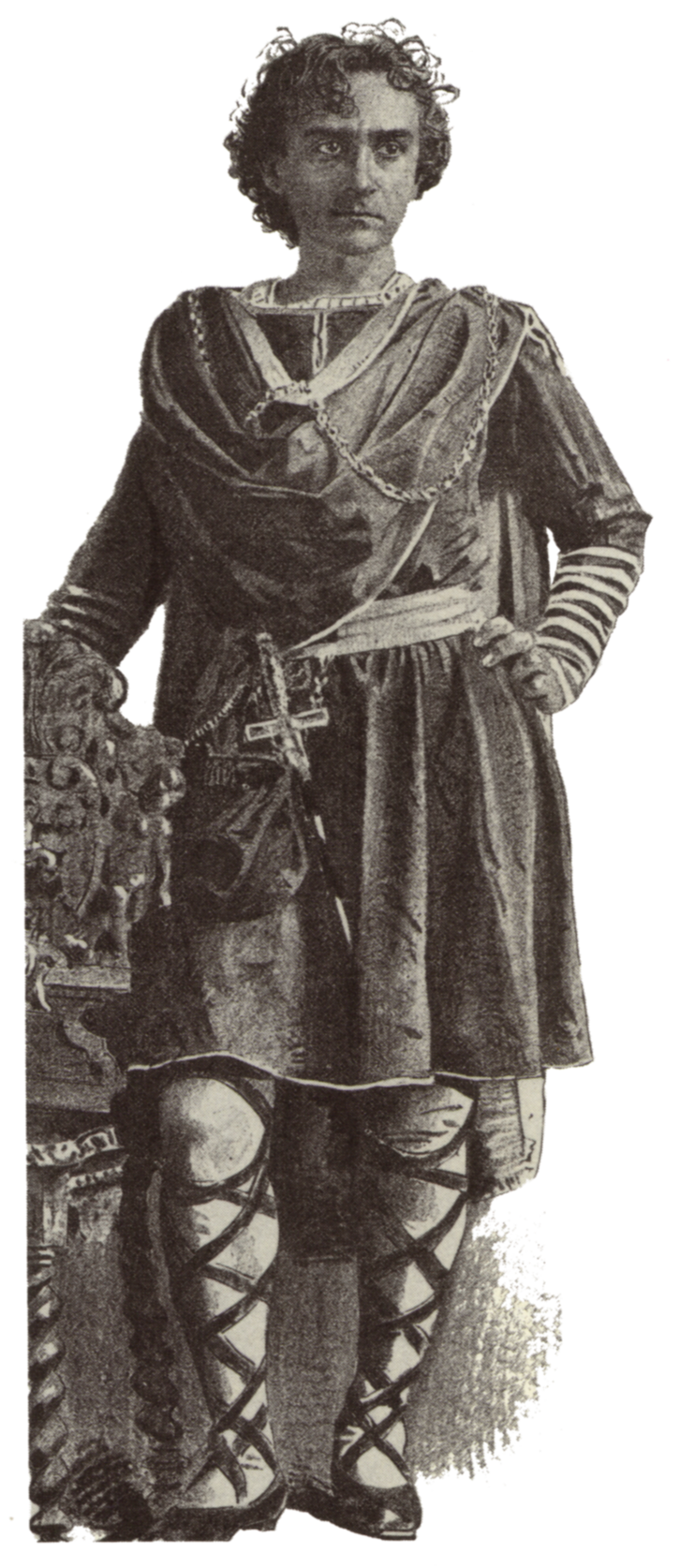
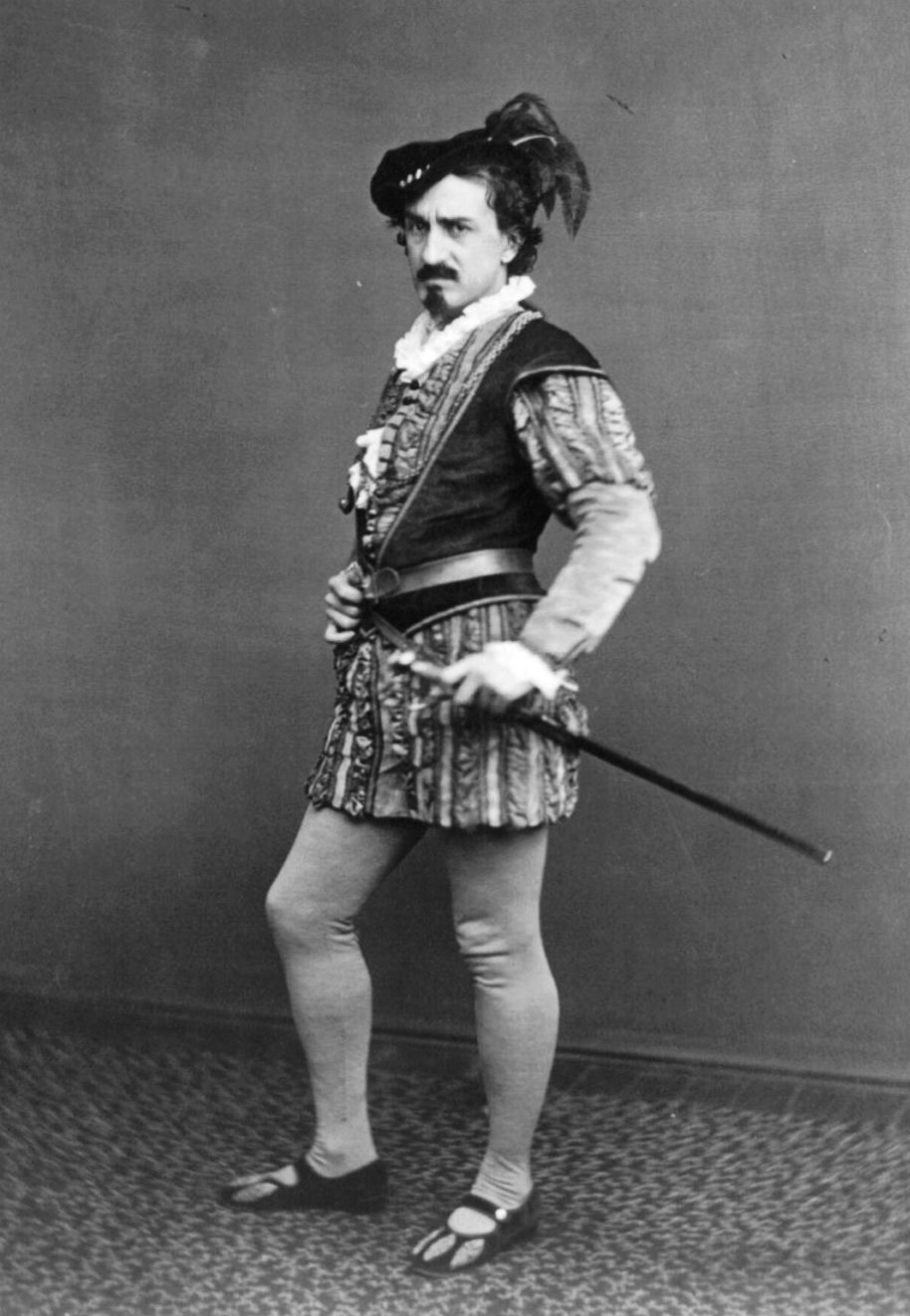